# Nacna malachite
Nacna malachite är en fjärilsart som beskrevs av Charles Oberthür 1881. Nacna malachite ingår i släktet Nacna och familjen nattflyn. Inga underarter finns listade i Catalogue of Life.